# Ayanda Patosi
Ayanda Patosi, est un footballeur international sud-africain, né le 31 octobre 1992 au Cap. Il évolue au Foolad Ahvaz au poste de milieu de terrain.

## Biographie

### Carrière en équipe nationale
Il joue son premier match en équipe d'Afrique du Sud le 11 octobre 2013, en amical contre le Maroc (score : 1-1). Il inscrit son premier but le 26 mai 2014, en amical contre l'Australie (1-1).

## Palmarès
- Avec le Lokeren :
  - Vainqueur de la Coupe de Belgique en 2012 et 2014.
  - Finaliste de la Supercoupe de Belgique en 2012.

## Statistiques détaillées
| Saison                | Club                  | Championnat           | Championnat | Championnat | Coupe(s) nationale(s) | Coupe(s) nationale(s) | Compétition(s) continentale(s) | Compétition(s) continentale(s) | Compétition(s) continentale(s) | Afrique du Sud | Afrique du Sud | Total | Total |
| Saison                | Club                  | Division              | M.          | B.          | M.                    | B.                    | Comp.                          | M.                             | B.                             | M.             | B.             | M.    | B.    |
| 2011-2012             | Lokeren               | Jupiler Pro League    | 22          | 2           | 3                     | 1                     | -                              | -                              | -                              | -              | -              | 25    | 3     |
| 2012-2013             | Lokeren               | Jupiler Pro League    | 22          | 7           | 2                     | 0                     | C3                             | 2                              | 0                              | -              | -              | 26    | 7     |
| 2013-2014             | Lokeren               | Jupiler Pro League    | 31          | 2           | 6                     | 0                     | -                              | -                              | -                              | 5              | 1              | 42    | 3     |
| 2014-2015             | Lokeren               | Jupiler Pro League    | 28          | 2           | 4                     | 1                     | C3                             | 3                              | 1                              | 1              | 0              | 36    | 4     |
| 2015-2016             | Lokeren               | Jupiler Pro League    | 33          | 7           | 2                     | 0                     | -                              | -                              | -                              | 5              | 1              | 40    | 8     |
| 2016-2017             | Lokeren               | Jupiler Pro League    | 8           | 0           | 0                     | 0                     | -                              | -                              | -                              | 0              | 0              | 8     | 0     |
| Total sur la carrière | Total sur la carrière | Total sur la carrière | 144         | 20          | 17                    | 2                     | -                              | 5                              | 1                              | 11             | 2              | 177   | 25    |